# A Daughter of Love
A Daughter of Love er en britisk stumfilm fra 1925 instrueret af Walter West.

## Medvirkende
- Violet Hopson som Mary Tannerhill
- John Stuart som Dudley Bellairs
- Jameson Thomas som Dr. Eden Brent
- Fred Raynham som St. Erth
- Arthur Walcott som Mr. Tannerhill
- Ena Evans som Lillian
- Gladys Mason som Lady St. Erth
- Madge Tree som Mrs. Tobin
- Minna Grey som Mrs. Diamond
- Mrs. Charles Beattie som Mrs. Korsikov